# 馬塞峰
52°59′S 73°15′E / 52.983°S 73.250°E
馬塞峰（英語：Macey Cone），是南極洲的山峰，位於澳大利亞海外領地赫德島西北端，處於勞倫斯角東北面1.1公里的勞倫斯半島西北端，海拔高度125米，在1948年由澳大利亞探險隊測量。